# Basilica Iulia
A Basilica Julia a Forum Romanum egy műemléke Rómában. A Forumon a nyugati oldalon áll. Julius Caesar i. e. 54-ben kezdte el építtetni, de csak Augustus idején fejezték be a munkálatokat. I. e. 9-ben leégett, de Augustus Basilica Gai et Luci néven újraépíttette – ezzel Caesar unokáinak, Gaiusnak és Luciusnak ajánlva az épületet. Még a 4. század  végén is restaurálták.
Mivel több alkalommal kirabolták, a sok fosztogatás után mindössze az oszlopcsonkok, a padozat és a lépcsők maradtak meg az egykori építményből. Alaprajza így is jól látható. A hármas oszlopsorral körülvett, tehát öthajós, 101 m hosszú, 49 m széles épület kétszintes, emeletes csarnok volt. Északkeleti sarkán négyszögű alapzat áll, talán a pila Horatia, a Horatiusoktól legyőzött Curiatiusok fegyverzetével ékesített emlékoszlopé.
Eredetileg a centrumviri, azaz a polgári ügyekben döntő 180 elöljáróból álló bíróság székhelyeként működött. Így négy termet képeztek az épületben egyenként 45 fő részére, melyeket csak függöny, esetleg paraván választott el egymástól. A tárgyalás nézői a galériáról követhették figyelemmel a törvénykezési eseményeket.
A lépcsőben dámajáték karcolata látható – ez azt jelzi, hogy a tárgyalások szüneteiben játékokkal ütötték el az időt.